# Glandulocauda
Glandulocauda és un gènere de peixos de la família dels caràcids i de l'ordre dels caraciformes.

## Taxonomia
- Glandulocauda melanogenys (Eigenmann, 1911)[2]
- Glandulocauda melanopleura (Eigenmann, 1911)[3][4][5][6][7][8][9][10]